# Erythrus montanus
Erythrus montanus är en skalbaggsart som beskrevs av J. Linsley Gressitt och Yves Rondon 1970. Erythrus montanus ingår i släktet Erythrus och familjen långhorningar.
Artens utbredningsområde är Laos. Inga underarter finns listade i Catalogue of Life.